# Olga Havlová
Olga Havlová (Šplíchalová), född 11 juli 1933 i Prag, död 27 januari 1996 i Prag, var en tjeckisk dissident, aktivist och första fru till Václav Havel, Tjeckoslovakiens siste president och Tjeckiens första president. Havlová var gift med presidenten under denna tid. Hon var även grundaren av Committee of Good Will och Charta 77.

## Uppväxt
Olga Havel föddes i Žižkov, vilket var ett socioekonomiskt utsatt distrikt i Prag, i en arbetarfamilj. Hennes barndom präglades av den fattiga omgivningen. Hennes föräldrar skildes när hon var sex år gammal. I en stor familj, inklusive Olgas äldre syster Jaroslavas familj (en ensamstående mamma till fem barn), var alla händer nyttiga. Därför var det uppenbart att Olga tog hand om sina unga syskonbarn sedan barndomen. Olga brukade tillbringa mycket tid på biblioteket där hon utvecklade sin livslånga kärlek till litteratur. Även om hennes familjeliv var relativt fattigt, brukade Olgas mamma ta sina barn på bio och teater ganska ofta. Efter examen från gymnasiet var Olga praktikant på Tomáš Baťa -fabriken, där hon också arbetade senare. Hon var även med om en arbetsolycka, då hon kapade sina fyra fingrar på en symaskin.
När hon var omkring tjugo år var hon en entusiastisk teaterälskare och gick på professor Lydie Wegeners dramakurser. Tillsammans med andra elever spelade hon en amatörteaterföreställning i Divadlo Na slupi (som inte finns längre). Under 1950-talet hade hon en rad olika jobb. Hon arbetade t.ex. som revisor, butiksinnehavare, försäljningsassistent.
Olga träffade Václav Havel första gången på Prags kända mötesplats för författare och andra intellektuella, Café Slavia  under 1950-talet. Hon gifte sig med honom 1964. Under 1960-talet blev hennes man en respekterad författare både hemma och i Europa. Under andra hälften av 1960-talet var han - som författare och bidragsgivare till kulturtidningarna - involverad i en demokratiseringsprocess, framför allt inom kulturområdet. Han förespråkade för yttrandefrihet, kulturens oberoende och mänskliga rättigheter. Under åren 1961–67 arbetade Olga Havel på teatern Divadlo Na zábradlí ( Teater på balustraden ) där även hennes man var verksam fram till 1968. Václav Havel gjorde ingen hemlighet av det faktum att Olga och han var från olika bakgrunder, och hade olika personligheter, trots detta betydde hon mycket för honom. Han uppskattade hur snabbt denna till synes vanliga unga kvinna från Žižkov, blev en del av Prags intellektuella miljö på 1950- och 60-talen. Hon hjälpte sin man med att korrekturläsa hans essäer och dramatiska verk, en värdefull supporter och livspartner under de svåra åren av Charta 77.
År 1967 köpte makarna Havels en lantgård som heter Hrádeček. Senare, när Václav Havel gradvis förlorade inte bara möjligheten att hitta ett jobb utan också några kontakter och vänner i Prag, flyttade paret till sin stuga och bodde praktiskt taget där fram till november 1989. Olga Havel var en passionerad svampplockare och naturälskare, som blev kär i huset och omgivningen precis som sin man. Hon var förtjust av trädgårdsarbete och att ta med sina hundar på långa promenader till skogen. De varvade stunder av frid och avskildhet som Václav använde till inspiration för sitt arbete. De var även ett väldigt socialt par som organiserade olika små event. 

## Som en tjeckoslovakisk dissident
Efter Warszawapaktens invasion av Tjeckoslovakien i augusti 1968 fram till sammetsrevolutionen 1989 kunde Václav Havel inte publicera sina verk i sitt hemland, teatrar fick inte spela hans pjäser och han trängdes gradvis ut ur den offentliga kulturella verksamheten och blev en av de viktigaste dissidenterna. Som en kämpe mot en kontinuerligt intensifierad totalitär regim förföljdes han av den hemliga polisen ( Státní bezpečnost ),  han fängslades ofta och förhördes. Olga Havel var alltid ett viktigt stöd för sin man. Hon beskrevs som person med sunt förnuft och stor integritet. En klok, människokännare, lugn men tuff och med en naturlig värdighet." Efter att han dömts till fyra och ett halvt års fängelse tog Olga Havel tillsammans med sin svåger Ivan Havel över ansvaret av samizdat Edition Expedition, som leddes av Václav tidigare.Hon anklagades för att ha tryckt material olagligt. Hennes åtal avskaffades efter kommunistregeringens fall.
Under tiden Václav Havel satt fängslad, skrev han brev till sin fru. Några av dem var inte bara avsedda för henne utan också till den filosofiskt sinnade vänkretsen som han – genom breven – försökte tänka igenom olika saker med och de försökte hjälpa honom att hålla sig intellektuellt aktiv. Brev till Olga, ( Dopisy Olze ) ett urval av dessa brev, utgör en av Václav Havels viktigaste böcker, publicerades första gången 1983 i Edition Expedition. Olga organiserade också möten, delade ut manuskript och deltog i Charter 77-aktiviteterna. Hon skrev under Charter 77 1982.
Under år av förföljelse och fängslandet av hennes man, rymde ofta Olga från vardagens svårigheter genom att gå med i Hrobka (Tomb), vänkretsen som organiserade olika humoristiska aktiviteter. Václav Havel karakteriserade denna krets exakt: "I början av 1980-talet satt jag – precis som flera av mina vänner – fängslad, förhållandena utanför var svåra och därför skapades Hrobka som ett sätt att försvara sig; det var en glad gemenskap av fängslade dissidenter, deras fruar och de som ännu inte blivit gripna". Olga blev snart en av arrangörerna av kulturella och sociala aktiviteter och därmed återvände hon till sina kreativa intressen från åren med amatörteater. Hon anordnade inte bara trädgårdsfester för sin egen skull utan hjälpte till att inspirera andra också. 
1987 var Olga med och grundade Originální Videojournal, tidningen, samizdat, som dokumenterade olika verksamheter i bilder och informerade om den nuvarande politiska och kulturella situationen i Tjeckoslovakien. Hon arbetade aktivt i tidningen och fokuserade främst på ekologiska ämnen. I slutet av 1985 startade hon tidningen O divadle (Om teater), och som medlem av redaktionen hjälpte hon till främst med ekonomi- och produktionsfrågor.

## Efter november 1989

### Kommittén för god vilja – Olga Havel Foundation
Olga var fru till den första tjeckoslovakiska demokratiska presidenten och efter februari 1948, fokuserade Olga Havel intensivt på välgörenhetsverksamhet. I en era av nyligen framväxande demokrati var hon en pionjär inom välgörenhet i landet. I början av 1990 grundade hon och hennes vänner från Charter 77, Committee of Good Will, ett av de första projekten av detta slag i Tjeckoslovakien. 1992 grundade hon Olga Havel Foundation och medlemmar i Committee of Good Will blev styrelseledamöter i stiftelsen med Olga som ordförande. Huvudsyftet med kommittén för god vilja - Olga Havel Foundation (OHF) var att hjälpa människor med funktionshinder, övergivna eller diskriminerade, med deras integration i samhället. Stiftelsens verksamhet blev snart välkänd utomlands. I vissa länder i Europa och utomlands bildades systerorganisationer för att stödja stiftelsen.
Olga Havel besökte verksamheter för barn med flera funktionshinder för att fråga vad som kunde göra deras liv enklare. Hon sågs ofta bland pensionärer och barn med funktionsnedsättning. Hon var intresserad av att omvandla sjukhus till ideella, icke-statliga organisationer och uppmanade politiker att stödja civilsamhällesorganisationer som arbetar inom det sociala området. Hon fick respekt av världens politiker och kulturpersonligheter. Hon träffade framgångsrika personer i och utanför Europa; Tillsammans med Christiane Herzog, fru till Tysklands president, organiserade hon hjälp för barn med cystisk fibros.

### Olga Havel-priset
På femårsdagen av inrättandet av OHF beslutade Olga att dela ut ett pris till en person med funktionsnedsättning som hjälpte till att förbättra levnadsvillkoren för andra funktionshindrade. Detta pris delas ut årligen i maj. Olga deltog bara i den första prisutdelningen - hon dog i januari 1996. Priset, en staty kallad Encouragement av Olbram Zoubek, blev därmed också ett minne av en person som alltid varit en förespråkare för utsatta medborgares rättigheter. En del av projektet Olga Havel Award är att främja medborgarföreningar som tillhandahåller sociala och medicinska tjänster på ett värdigt sätt och använder nya former av sociala tjänster. För OHF är ceremonin också ett tillfälle att hylla sina betydande givare och samarbetspartners.

### Sista åren innan hennes bortgång
År 1991 tilldelade den nordiska Stiftelsen Arets Budeje Olga Havel det prestigefyllda priset Årets kvinna 1991. 1995 fick Olga Přemysl Pitter- medaljen och blev årets kvinna 1995 i Tjeckien. Olga Havel ägnade de sista åren av sitt liv åt att outtröttligt bygga upp det civila samhället. 1995 var Olga Tjeckiens mest betydelsefulla kvinna och hon blev en auktoritet även utomlands. Tack vare henne slutade frågan om handikappade vara ett "oanständigt ämne".
Olga Havel gick i cancer den 27 januari 1996. Hennes bortgång drabbade hela nationen. Folk stod i en lång kö för att hedra henne, och lade ner blommor i kapellet vid Pragborgens södra flygel. Hon är begravd i Havel-familjens grav på Vinohrady -kyrkogården i Prag.
1997 tilldelades Olga Havel Tomáš Garrigue Masaryks orden pris för hennes arbete med demokrati och mänskliga rättigheter. 1996 döptes gymnasieskolan i Ostrava - Poruba om, till Olga Havel Gymnázium. 2014 fick Business Academy, special- och praktikskola i Janské Lázně, som Olga Havel öppnade 1994, officiellt namn efter henne.
Olga Havel lämnade inte efter sig några av hennes verk. Böcker av Pavel Kosatík eller Marta Marková, hyllningsantologin Síla věcnosti (Faktualitetens kraft) beskriver hennes liv. 1993 gjordes dokumentären inom cykeln GEN – Galery of the nation's elite, 2006 – med anledning av 10-årsdagen av hennes död – en dokumentär Paní Olga (Lady Olga) från cykeln Příběhy slavných (Berättelser om de berömda). 2014 gjorde regissören Miroslav Janek dokumentären OLGA, som vann pris för bästa dokumentär på det 22:a filmpriset Český lev (tjeckiska lejonet). Sedan 2012 heter gatan i Žižkov -Vackov namnet Olga Havel.